# レウォトビ山
レウォトビ山（レウォトビさん、インドネシア語: Gunung Lewotobi）は、インドネシアのフローレス島の南東部に位置する双子火山である。レウォトビ・ラキラキ山（雄岳）とレウォトビ・プルンプアン山（雌岳）との2つの成層火山で構成されている。
レウォトビ・ラキラキ山とレウォトビ・プルンプアン山は、 ラドヤード・キップリングの物語のひとつの中でロビー・トビー（Loby Toby）と呼ばれている。
2024年1月10日、レウォトビ・ラキラキ山が噴火。同山に対する警戒レベルが最高に引き上げられた。11月3日に発生した噴火で火砕流により住民10人が死亡。11月7日の噴火では噴煙が高度約1万6000m超に到達した。2025年3月21日にも大規模な噴火が発生し、噴煙は高度約1万6000mに到達した。
2025年以降も大規模の噴火が続いており、3月20日と6月7日にはそれぞれ、噴煙の高さが1万6000m級の噴火を起こしている。
2025年7月7日(日本時間12:10頃)火山爆発指数4に値する、大規模噴火が発生。噴煙は1万9000メートルまで上昇した。
2025年8月2日、大規模な噴火が発生し、噴煙がおよそ1万9000メートルまで達した。